# Lingadahalli, Arkalgud
Lingadahalli là một làng thuộc tehsil Arkalgud, huyện Hassan, bang Karnataka, Ấn Độ.